# San Fernando (Chalatenango)
San Fernando es un distrito del departamento de Chalatenango, El Salvador, que pertenece al municipio de Chalatenango Centro.  Según el censo oficial de 2024, tiene una población de 2 512 habitantes.
| Censo | Población | Cambio | Porcentaje |
| ----- | --------- | ------ | ---------- |
| 2007  | 2 593     | N/D    | N/D        |
| 2024  | 2 512     | -81    | -3.1%      |

## Historia
San Fernando es mencionado (realmente no es mencionado) en el informe de Antonio Gutiérrez y Ulloa del año 1807 como un villorrio, y según la tradición recibió dicho nombre en honor a Fernando VII. Para el año 1846, sucedió en esta localidad el asesinato del expresidente salvadoreño Francisco Malespín, quien se encontraba allí para fomentar un sublevación contra Eugenio Aguilar.
Por ese suceso San Fernando recibió como reconocimiento el título de villa, el 27 de febrero de 1847, así como fueron "exceptuados por dos años del servicio de las armas y de cualquiera otro en el ramo de guerra, y se les ofreció la suma de mil pesos para que procedieran a la construcción de la Iglesia de la localidad".
Entre los años 1824 y 1833, y de 1833 a 1835, perteneció al departamento de San Salvador; de 1835 a 1855 lo fue de Cuscatlán, y desde este último año pertenece a Chalatenango. Para 1890 tenía una población de 1.370 habitantes.
En el 22 de abril de 1893, durante la administración del Presidente Carlos Ezeta, la Secretaría de Instrucción Pública y Beneficencia acordó el establecimiento de una escuela mixta en el valle de Sumpulito, su dotación era 15 pesos mensuales.

## Información general
El municipio tiene un área de 44,03 km², y la cabecera una altitud de 1.040 m s. n. m. Las fiestas patronales son celebradas en el mes de mayo en honor a San Fernando. Entre los atractivos de la zona se encuentran el Río Sumpul y las ruinas coloniales de Las Mataras, probable sitio primitivo de Tejutla. Al norte de limita con la República de Honduras